# Lepence
Lepence (IPA: [lɛˈpeːntsɛ]) è un insediamento (naselje) di 36 abitanti, della municipalità di Bohinj nella regione statistica dell'Alta Carniola in Slovenia.

## Storia

### Origine del nome
Il nome è stato cambiato da Lepence-Log a Lepence nel 1953.